# Balsorano
Balsorano är en ort och kommun i provinsen L'Aquila i regionen Abruzzo i Italien. Kommunen hade 3 432 invånare (2018).